# Saison 1971-1972 du Stade rennais UC
Maillots
Chronologie
Saison précédente Saison suivante
La saison 1971-1972 du Stade rennais Université Club débute le 11 août 1971 avec la première journée du Championnat de France de Division 1, pour se terminer le 27 mai 1972 avec la dernière journée de cette compétition.
Le Stade rennais UC est également engagé en Coupe de France, dont il est tenant du titre. Sa victoire de la saison précédente lui donne le droit de disputer le Challenge des champions face à l'Olympique de Marseille, et la Coupe d'Europe des vainqueurs de coupe.

## Résumé de la saison
Après la victoire en Coupe de France, les voyants sont de nouveau au vert pour le Stade rennais, qui va disputer pour la seconde fois une coupe européenne. La période des transferts est cependant difficile pour le club, qui voit partir trois joueurs majeurs : Robert Rico, en désaccord financier avec les dirigeants ; André Guy, qui n'est pas retenu après sa pige de six mois malgré son rôle décisif dans le parcours victorieux ; et Velimir Naumović, qui repart en Belgique deux ans après l'avoir quitté. Au rayon des arrivées, et malgré de nombreuses sollicitations pour renforcer l'effectif, le bilan est mitigé. Deux Yougoslaves en remplacent deux autres (Lukić accompagnant Naumović dans son exil) avec les arrivées de Mojsov et Kobešćak. Le reste du recrutement voit arriver le Sochalien Terrier et plusieurs espoirs locaux, dont le tout jeune Philippe Redon, 20 ans. Dans l'encadrement, on prépare l'avenir, puisque Jean Prouff est désormais épaulé par René Cédolin, toujours joueur mais appelé à prendre à terme les rênes de l'équipe première. Niveau structurel, un agrandissement du stade de la route de Lorient à 30 000 places et la couverture de l'ensemble sont envisagés, mais le financement de l'opération fait défaut.
Le début de saison rennais est sportivement excellent. Le Challenge des champions est remporté dans des conditions pour le moins rocambolesques. Le Stade rennais UC prend l'avantage 2 buts à 0 grâce à Lenoir et Kobešćak, mais l'Olympique de Marseille, champion de France en titre, revient à la marque à vingt minutes de la fin. Deux buts partout à la fin du temps réglementaire, il est prévu de jouer directement les tirs au but, mais le public du Stade de l'Armoricaine envahit le terrain avant la séance décisive. L'UNFP décidera finalement de donner le titre conjointement aux deux clubs participants.
Marseillais et Rennais se retrouvent à lutter pour la tête du classement de Division 1 quelques semaines plus tard, Nîmes, Nantes et Saint-Étienne se joignant au duo ainsi formé. Le Stade rennais UC bataillera pour l'une des quatre places européennes jusqu'en mars, date à laquelle il lâchera totalement prise. Auparavant, Jean Prouff et ses hommes avaient une nouvelle fois échoué au premier tour de la Coupe d'Europe des vainqueurs de coupe, chutant de façon honorable (1 - 1 à domicile à l'aller, 0 - 1 au retour à Ibrox Park) face aux Glasgow Rangers, futurs vainqueurs de l'épreuve. À cette occasion, Philippe Redon devient le premier buteur rennais de l'histoire du club en coupe d'Europe, l'équipe de 1965 ayant été muette lors de sa double confrontation avec le Dukla Prague.
En janvier - février, le Stade rennais remet en jeu son titre en Coupe de France. Les « Rouge et Noir » éliminent en deux manches le Stade lavallois (D2), puis retrouvent face à eux le FC Nantes en seizièmes de finale. Comme un symbole, le club rival élimine son voisin rennais au Stade olympique de Colombes, là où avait été gagnée la finale de l'épreuve moins d'un an auparavant. Il ne reste donc plus que le championnat au Stade rennais UC, qui choisit ce moment pour sombrer. Jusque-là très performants (11V-9N-5D à l'issue de la 25e journée), les Rennais enchaînent huit matchs sans victoire, dont six défaites. Ils atterrissent à une médiocre onzième place qu'ils ne quitteront plus jusqu'à la fin de la saison. Dans les rangs rennais, on s'aperçoit dès lors que Rico et Guy font bien défaut dans l'effectif et que leurs départs auraient pu être évités. Malgré l'émergence de quelques joueurs dont l'ailier Hervé Guermeur en fin de saison, une impression de gâchis se dégage de l'ensemble.
À la fin de saison, une révolution se prépare en coulisse. Le président du Stade rennais UC, Jean Rohou, annonce d'abord qu'il ne souhaite pas continuer à exercer ses fonctions. Le changement est plus profond encore, puisque le 23 mai 1972, à l'issue de l'assemblée générale du club, est décidée la scission de la section football du club, qui devient indépendante et change de nom. Le Stade rennais Football Club est né et voit ses statuts enregistrés en préfecture en juillet. Les autres sections du club (athlétisme, basket-ball, hockey sur gazon) continuent sous le nom de Stade rennais université club. Le SRFC nouvellement créé garde un lien avec le club omnisport, mais dispose de son propre président. Il s'agira de Joseph Dault, conseiller municipal à la Ville de Rennes. Le nouvel ensemble prendra son envol pour le début de la saison 1972-1973.

## Transferts en 1971-1972
| Nom               | Nationalité | Provenance/Destination    |
| Arrivées          |             |                           |
| François Blin     | France      | Stade rennais UC amateurs |
| Zdenko Kobešćak   | Yougoslavie | Dinamo Zagreb             |
| Yves Le Floch     | France      | Stade rennais UC amateurs |
| Sokrat Mojsov     | Yougoslavie | FK Vardar Skopje          |
| Yannick Porcher   | France      | Pontchâteau               |
| Philippe Redon    | France      | US Avranches              |
| Alain Séradin     | France      | CO Briochin               |
| Philippe Terrier  | France      | FC Sochaux-Montbéliard    |
| Départs           |             |                           |
| André Guy         | France      | SC Toulon                 |
| Ilija Lukić       | Yougoslavie | FC Rouen                  |
| Velimir Naumović  | Yougoslavie | Racing Jet Bruxelles      |
| Robert Rico       | France      | Stade de Reims            |
| Jacques Rossignol | France      | FC Lorient                |
| François Simian   | France      | FC Rouen                  |

## L'effectif de la saison
| Poste¹ | Nat.² | Nom              | Naissance         | Sélection³ | Championnat | Championnat | Coupe France | Coupe France | Challenge | Challenge   | C2 | C2          | Total Saison | Total Saison |
| Poste¹ | Nat.² | Nom              | Naissance         | Sélection³ | M           | But inscrit | M            | But inscrit  | M         | But inscrit | M  | But inscrit | M            | But inscrit  |
| ------ | ----- | ---------------- | ----------------- | ---------- | ----------- | ----------- | ------------ | ------------ | --------- | ----------- | -- | ----------- | ------------ | ------------ |
| G      | FRA   | Marcel Aubour    | 10 juin 1940      | A          | 34          | 0           | 3            | 0            | 1         | 0           | 2  | 0           | 40           | 0            |
| G      | FRA   | Daniel Bernard   | 29 septembre 1949 | -          | 3           | 0           | 0            | 0            | 0         | 0           | 0  | 0           | 3            | 0            |
| A      | FRA   | André Betta      | 4 mars 1944       | A          | 27          | 5           | 1            | 0            | 0         | 0           | 2  | 0           | 30           | 5            |
| G      | FRA   | François Blin    | 12 octobre 1953   | -          | 1           | 0           | 0            | 0            | 0         | 0           | 0  | 0           | 1            | 0            |
| D      | FRA   | Louis Cardiet    | 20 juin 1943      | A          | 31          | 0           | 2            | 0            | 1         | 0           | 2  | 0           | 36           | 0            |
| D      | FRA   | René Cédolin     | 13 juillet 1940   | B          | 29          | 0           | 3            | 0            | 1         | 0           | 2  | 0           | 35           | 0            |
| D      | FRA   | Zygmunt Chlosta  | 10 octobre 1938   | -          | 35          | 1           | 2            | 0            | 1         | 0           | 2  | 0           | 40           | 1            |
| D      | FRA   | Alain Cosnard    | 19 septembre 1944 | -          | 38          | 0           | 3            | 0            | 1         | 0           | 2  | 0           | 44           | 0            |
| D      | FRA   | Pierre Garcia    | 27 juillet 1943   | -          | 33          | 1           | 3            | 0            | 0         | 0           | 2  | 0           | 38           | 1            |
| D      | FRA   | Bernard Goueffic | 29 janvier 1947   | -          | 11          | 0           | 1            | 0            | 0         | 0           | 0  | 0           | 12           | 0            |
| A      | FRA   | Hervé Guermeur   | 12 février 1949   | -          | 12          | 7           | 3            | 1            | 0         | 0           | 0  | 0           | 15           | 8            |
| D      | FRA   | Loïc Kerbiriou   | 7 mars 1949       | -          | 1           | 0           | 0            | 0            | 0         | 0           | 0  | 0           | 1            | 0            |
| M      | FRA   | Raymond Keruzoré | 17 juin 1949      | -          | 34          | 1           | 3            | 1            | 0         | 0           | 2  | 0           | 39           | 2            |
| M      | YUG   | Zdenko Kobešćak  | 3 décembre 1943   | A          | 20          | 2           | 1            | 0            | 1         | 1           | 0  | 0           | 22           | 3            |
| A      | FRA   | Yves Le Floch    | 26 septembre 1947 | -          | 2           | 0           | 0            | 0            | 0         | 0           | 0  | 0           | 2            | 0            |
| A      | FRA   | Serge Lenoir     | 20 février 1947   | -          | 37          | 16          | 2            | 1            | 1         | 1           | 2  | 0           | 42           | 18           |
| A      | YUG   | Sokrat Mojsov    | 1er mars 1942     | A          | 23          | 8           | 1            | 0            | 1         | 0           | 2  | 0           | 27           | 8            |
| D      | FRA   | Daniel Périault  | 16 avril 1946     | -          | 15          | 2           | 1            | 0            | 1         | 0           | 1  | 0           | 18           | 2            |
| A      | FRA   | Yannick Porcher  | 16 juillet 1951   | -          | 2           | 1           | 2            | 0            | 0         | 0           | 0  | 0           | 4            | 1            |
| A      | FRA   | Philippe Redon   | 12 décembre 1950  | B          | 3           | 0           | 0            | 0            | 0         | 0           | 2  | 1           | 5            | 1            |
| A      | FRA   | Alain Séradin    | 24 avril 1953     | -          | 2           | 0           | 0            | 0            | 0         | 0           | 0  | 0           | 2            | 0            |
| A      | FRA   | Philippe Terrier | 29 octobre 1947   | -          | 27          | 6           | 3            | 1            | 1         | 0           | 2  | 0           | 33           | 7            |
| M      | ARG   | Héctor Toublanc  | 12 janvier 1947   | -          | 12          | 3           | 2            | 1            | 1         | 0           | 1  | 0           | 16           | 4            |

- 1 : G, Gardien de but ; D, Défenseur ; M, Milieu de terrain ; A, Attaquant
- 2 : Nationalité sportive, certains joueurs possédant une double-nationalité
- 3 : sélection la plus élevée obtenue

## Équipe-type
Il s'agit de la formation la plus courante rencontrée en championnat.

## Les rencontres de la saison

### Liste
| Match | Date          | Compétition             | Tour                    | Adversaire      | Lieu ¹ | Score    | Class.   | Buteurs pour le Stade rennais  |
| ----- | ------------- | ----------------------- | ----------------------- | --------------- | ------ | -------- | -------- | ------------------------------ |
| 1     | 11 août       | Division 1              | 1                       | Bastia          | D      | 1–0      | 5        | Lenoir                         |
| 2     | 18 août       | Division 1              | 2                       | Lyon            | E      | 2–0      | 2        | Lenoir                         |
| 3     | 20 août       | Challenge des champions | Challenge des champions | Marseille       | N      | 2-2      | 2-2      | Lenoir Kobešćak                |
| 4     | 25 août       | Division 1              | 3                       | Marseille       | D      | 1-2      | 4        | Toublanc                       |
| 5     | 29 août       | Division 1              | 4                       | Ajaccio         | E      | 2–1      | 2        | Kobešćak Mojsov                |
| 6     | 1er septembre | Division 1              | 5                       | Angers          | E      | 1–1      | 5        | Mojsov                         |
| 7     | 11 septembre  | Division 1              | 6                       | Bordeaux        | D      | 2-0      | 3        | Mojsov Terrier                 |
| 8     | 15 septembre  | Coupe des coupes        | 1er tour aller          | Glasgow Rangers | D      | 1-1      | 1-1      | Redon                          |
| 9     | 19 septembre  | Division 1              | 7                       | Lille           | E      | 0-0      | 3        |                                |
| 10    | 22 septembre  | Division 1              | 8                       | Nancy           | D      | 3–1      | 2        | Betta Toublanc                 |
| 11    | 28 septembre  | Coupe des coupes        | 1er tour retour         | Glasgow Rangers | E      | 0-1      | 0-1      |                                |
| 12    | 2 octobre     | Division 1              | 9                       | Saint-Étienne   | E      | 2–4      | 4        | Kobešćak Lenoir                |
| 13    | 13 octobre    | Division 1              | 10                      | Nantes          | D      | 1–1      | 2        | Lenoir                         |
| 14    | 16 octobre    | Division 1              | 11                      | Sochaux         | E      | 2–3      | 7        | Lenoir Terrier                 |
| 15    | 24 octobre    | Division 1              | 12                      | Nice            | D      | 2-2      | 7        | Lenoir Betta                   |
| 16    | 30 octobre    | Division 1              | 13                      | Nîmes           | E      | 0-3      | 8        |                                |
| 17    | 14 novembre   | Division 1              | 14                      | Red Star        | D      | 2–0      | 7        | Lenoir Guermeur                |
| 18    | 17 novembre   | Division 1              | 15                      | Angoulême       | E      | 0-0      | 7        |                                |
| 19    | 21 novembre   | Division 1              | 16                      | Reims           | D      | 4-1      | 6        | Mojsov Betta                   |
| 20    | 28 novembre   | Division 1              | 17                      | Monaco          | E      | 1-0      | 5        | Betta                          |
| 21    | 12 décembre   | Division 1              | 18                      | Metz            | D      | 3–0      | 3        | Lenoir Mojsov Terrier          |
| 22    | 19 décembre   | Division 1              | 19                      | Paris SG        | E      | 1–1      | 3        | Lenoir                         |
| 23    | 8 janvier     | Division 1              | 20                      | Lyon            | D      | 0–0      | 3        |                                |
| 24    | 16 janvier    | Division 1              | 21                      | Marseille       | E      | 1-1      | 3        | Lenoir                         |
| 25    | 23 janvier    | Coupe de France         | 1/32 finale             | Laval           | N      | 2-2 a.p. | 2-2 a.p. | Lenoir Toublanc                |
| 26    | 30 janvier    | Coupe de France         | 1/32 finale (rejoué)    | Laval           | N      | 3-0      | 3-0      | Keruzoré Terrier Guermeur      |
| 27    | 6 février     | Division 1              | 22                      | Angers          | D      | 3–1      | 3        | Chlosta Keruzoré Lenoir        |
| 28    | 13 février    | Division 1              | 23                      | Bordeaux        | E      | 1–2      | 3        | Porcher                        |
| 29    | 20 février    | Coupe de France         | 1/16 finale             | Nantes          | N      | 0-2      | 0-2      |                                |
| 30    | 27 février    | Division 1              | 24                      | Lille           | D      | 5-2      | 3        | Lenoir Mojsov Terrier Périault |
| 31    | 1er mars      | Division 1              | 25                      | Ajaccio         | D      | 1-1      | 3        | Lenoir                         |
| 32    | 5 mars        | Division 1              | 26                      | Nancy           | E      | 1–3      | 4        | Terrier                        |
| 33    | 18 mars       | Division 1              | 27                      | Saint-Étienne   | D      | 2-4      | 5        | Terrier Toublanc               |
| 34    | 25 mars       | Division 1              | 28                      | Nantes          | E      | 0–4      | 11       |                                |
| 35    | 29 mars       | Division 1              | 29                      | Sochaux         | D      | 0-2      | 11       |                                |
| 36    | 2 avril       | Division 1              | 30                      | Nice            | E      | 0–0      | 11       |                                |
| 37    | 12 avril      | Division 1              | 31                      | Nîmes           | D      | 0-2      | 11       |                                |
| 38    | 23 avril      | Division 1              | 32                      | Red Star        | E      | 0–1      | 11       |                                |
| 39    | 28 avril      | Division 1              | 33                      | Angoulême       | D      | 2–2      | 11       | Lenoir Guermeur                |
| 40    | 3 mai         | Division 1              | 34                      | Reims           | E      | 2–0      | 11       | Lenoir Guermeur                |
| 41    | 6 mai         | Division 1              | 35                      | Monaco          | D      | 1-3      | 11       | Guermeur                       |
| 42    | 17 mai        | Division 1              | 36                      | Metz            | E      | 2–1      | 11       | Garcia Guermeur                |
| 43    | 20 mai        | Division 1              | 37                      | Paris SG        | D      | 1–1      | 11       | Guermeur                       |
| 44    | 27 mai        | Division 1              | 38                      | Bastia          | E      | 1–4      | 11       | Guermeur                       |

- 1 N : terrain neutre ; D : à domicile ; E : à l'extérieur ; drapeau : pays du lieu du match international

## Bilan des compétitions
| Compétition                            | Vainqueur final               | Débute au tour | Place ou tour final | Première rencontre | Dernière rencontre | Nombre |
| -------------------------------------- | ----------------------------- | -------------- | ------------------- | ------------------ | ------------------ | ------ |
| Challenge des champions                | Stade rennais UC et Marseille | Finale         | Covainqueur         | 20 août 1971       | 20 août 1971       | 1      |
| Division 1                             | Olympique de Marseille        | 1re journée    | 11e                 | 11 août 1971       | 27 mai 1972        | 38     |
| Coupe d'Europe des vainqueurs de coupe | Rangers FC                    | Premier tour   | Premier tour        | 15 septembre 1971  | 28 septembre 1971  | 2      |
| Coupe de France                        | Olympique de Marseille        | 1/32 de finale | 1/16 de finale      | 23 janvier 1972    | 20 février 1972    | 3      |

### Division 1

#### Classement
| Rang | Équipe   | Pts | J  | G  | N  | P  | Bp | Bc | Diff |
| ---- | -------- | --- | -- | -- | -- | -- | -- | -- | ---- |
| 8    | Nice     | 42  | 38 | 15 | 12 | 11 | 58 | 44 | +14  |
| 9    | Bastia   | 42  | 38 | 20 | 2  | 16 | 58 | 57 | +1   |
| 10   | Nancy    | 40  | 38 | 14 | 12 | 12 | 56 | 49 | +7   |
| 11   | Rennes   | 38  | 38 | 13 | 12 | 13 | 53 | 54 | -1   |
| 12   | Bordeaux | 35  | 38 | 12 | 11 | 15 | 39 | 52 | -13  |
| 13   | Ajaccio  | 33  | 38 | 12 | 9  | 17 | 49 | 53 | -4   |
| 14   | Metz     | 33  | 38 | 13 | 7  | 18 | 44 | 49 | -5   |

#### Résultats
| Total  | Total  | Total | Total | Total | Total | Total | Total | Domicile | Domicile | Domicile | Domicile | Domicile | Domicile | Extérieur | Extérieur | Extérieur | Extérieur | Extérieur | Extérieur |
| Matchs | Points | V     | N     | D     | BP    | BC    | Diff. | V        | N        | D        | BP       | BC       | Diff.    | V         | N         | D         | BP        | BC        | Diff.     |
| ------ | ------ | ----- | ----- | ----- | ----- | ----- | ----- | -------- | -------- | -------- | -------- | -------- | -------- | --------- | --------- | --------- | --------- | --------- | --------- |
| 38     | 38     | 13    | 12    | 13    | 53    | 54    | -1    | 8        | 6        | 5        | 34       | 25       | +9       | 5         | 6         | 8         | 19        | 29        | -10       |

#### Résultats par journée
| Journée   | 01 | 02 | 03 | 04 | 05 | 06 | 07 | 08 | 09 | 10 | 11 | 12 | 13 | 14 | 15 | 16 | 17 | 18 | 19 | 20 | 21 | 22 | 23 | 24 | 25 | 26 | 27 | 28 | 29 | 30 | 31 | 32 | 33 | 34 | 35 | 36 | 37 | 38 |
| --------- | -- | -- | -- | -- | -- | -- | -- | -- | -- | -- | -- | -- | -- | -- | -- | -- | -- | -- | -- | -- | -- | -- | -- | -- | -- | -- | -- | -- | -- | -- | -- | -- | -- | -- | -- | -- | -- | -- |
| Terrain   | D  | E  | D  | E  | E  | D  | E  | D  | E  | D  | E  | D  | E  | D  | E  | D  | E  | D  | E  | D  | E  | D  | E  | D  | D  | E  | D  | E  | D  | E  | D  | E  | D  | E  | D  | E  | D  | E  |
| Résultats | V  | V  | D  | V  | N  | V  | N  | V  | D  | N  | D  | N  | D  | V  | N  | V  | V  | V  | N  | N  | N  | V  | D  | V  | N  | D  | D  | D  | D  | N  | D  | D  | N  | V  | D  | V  | N  | D  |
| Points    | 2  | 4  | 4  | 6  | 7  | 9  | 10 | 12 | 12 | 13 | 13 | 14 | 14 | 16 | 17 | 19 | 21 | 23 | 24 | 25 | 26 | 28 | 28 | 30 | 31 | 31 | 31 | 31 | 31 | 32 | 32 | 32 | 33 | 35 | 35 | 37 | 38 | 38 |
| Place     | 5  | 2  | 4  | 2  | 5  | 3  | 3  | 2  | 4  | 2  | 7  | 7  | 8  | 7  | 7  | 6  | 5  | 3  | 3  | 3  | 3  | 3  | 3  | 3  | 3  | 4  | 5  | 11 | 11 | 11 | 11 | 11 | 11 | 11 | 11 | 11 | 11 | 11 |

Source : Liste des rencontres

Terrain : D = Domicile ; E = Extérieur. Résultat: D = Défaite ; N = Nul ; V = Victoire.